# Németi Rudolf
Németi Rudolf, álneve Tímár Antal (Bethlenszentmiklós, 1948. április 6. – Budapest?, 2016. január 30. előtt) magyar költő, műfordító, szerkesztő.

## Életútja
A középiskolát Nagyváradon végezte (1966), a Babeș–Bolyai Tudományegyetemen magyar-német szakos tanári diplomát szerzett (1973). Közben az Echinox főszerkesztő-helyettese (1972–1973). Pályáját mint a Kriterion Könyvkiadó lektora kezdte Bukarestben (1973–1982), majd a Napsugár belső munkatársa Kolozsvárt (1982–1988). 1989-ben Magyarországra telepedett át. 1994-ig szerkesztette a Magyar Naplót, majd a 168 Óránál lett olvasószerkesztő.
Írással először az Utunkban jelentkezett 1969-ben. Versei, műfordításai, kritikái az Echinox, Ifjúmunkás, A Hét, Utunk, Korunk, Igaz Szó, Művelődés hasábjain jelentek meg. Versfordítással, verssel volt jelen a Varázslataink (Kolozsvár, 1974), Ötödik Évszak (Marosvásárhely, 1980), Bábel tornyán (1983) c. antológiákban. Számos műfajban fordított a román irodalomból. Paul Cornel Chitic Hurrogás c. színművének magyarra ültetését a Kortárs román vígjátékok (1984) c. gyűjtemény közölte.
Költészetét Markó Béla létköltészetnek nevezi, mivel (Pilinszky Jánosra emlékeztetően) a pátoszt leküzdve szembesül a lét alapvető kérdéseivel. Szűkszavúsága a beszéd és az elhallgatás között egyensúlyozva tesz szert többletjelentésre.
Sajtó alá rendezte Méliusz József és Szilágyi Domokos levelezését (Visszavont remény. Budapest, 1989), amelyből a Helikon (1990/3) is közölt részleteket.

## Kötetei
- Amivé leszünk. Versek; Kriterion, Bukarest, 1985
- Rilke Duinóban. Régebbi és újabb versek. Budapest : Littera Nova, 2009. 68 p.

## Szerkesztéseiből
- Köd : regény és válogatott elbeszélések / Gozsdu Elek ; vál. Németi Rudolf ; bev. Bernád Ágoston. Bukarest : Kriterion, 1975. 310 p.
- Mi-am regasit patria = Hazára találtam : poezii de poeți români și maghiari ; román és magyar költők versei / szerk. Németi Rudolf, Soós Kálmán. Budapest : Országos Béketanács, 1990. 80 p.

## Műfordításkötetei
- Az átlépett látóhatár (román tudományos-fantasztikus elbeszélések, Kolozsvár, 1975)
- Platon Pardău: A kör (regény, Bukarest, 1980)
- Mircea Ciobanu: A favágó. Tanúk (két kisregény, Bukarest, 1984)
- Ioanid Romanescu: Másodnapon (versek, Bukarest, 1984)
- Marius Robescu: Átvilágítás (versek, Bukarest, 1986)
- Mircea Horea Simionescu: Intelmek Delfinhez (regény, Bukarest, 1987)
- Doina Uricariu: Csendélet lélekkel (versek, Tímár Antal álnéven, Bukarest 1988)
- Octavian Goga: Hív a földünk (összeállította és részben fordította, versek, Bukarest, 1988)
- Hajónapló (fiatal román költők antológiája, ebben Dan Damaschin verseinek fordítója, Bukarest, 1990)
- Pompiliu Eliade: A francia befolyás a romániai közszellemre (Közli Román eszmetörténet 1866-1945. Budapest, 1994)
- Dumitru Tepeneag: Európa Szálló (regény. Budapest, 2002)
- Dumitru Tepeneag: A hiábavalóság futamai (regény, Budapest, 2007)
- Matei Visniec: A kommunizmus története elmebetegeknek (drámák, a címadó színmű és a Lovak az ablakban fordítója, Budapest, 2012)
- Marta Petreu: Márta jelenései (versek, Budapest, 2014)

## Társasági tagság
- Magyar Írószövetség